# بويد أور
بويد أور هو سياسي أمريكي، ولد في 29 نوفمبر 1945. نشط حزبياً في الحزب الجمهوري. وقد انتخب عضو مجلس نواب كنساس ‏.